# Ibiau (vezír)

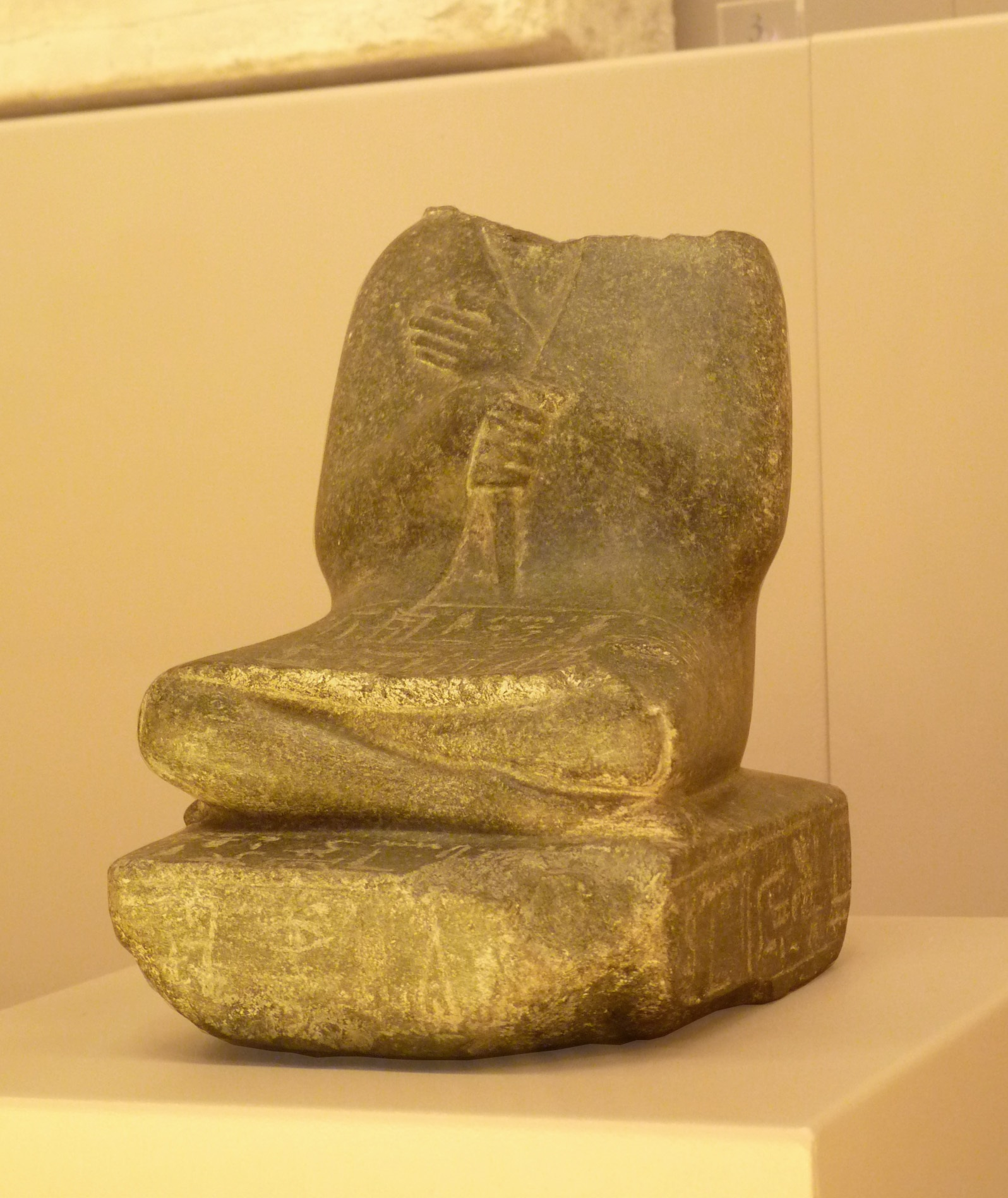
Szenebhenaf szobra, melyen említi szülei, Ibiau vezír és Renresszeneb nevét. Bologna

Ibiau ókori egyiptomi vezír és polgármester volt a XIII. dinasztia idején, valószínűleg Uahibré Ibiau és/vagy Mernoferré Ay uralkodása alatt.

## Említései
Ibiaunak nem maradt fenn ábrázolása, de három tárgy is említi vezírként: egy Dejr el-Bahariban talált sztélé, amelyet ma a Metropolitan Művészeti Múzeum állít ki (22.3.307), egy másik sztélé, amit Hekaib elephantinéi szentélyében találtak, valamint egy kis szobor, ami valószínűleg az abüdoszi nagy Ozirisz-templomban állt, és ma a Bolognai Régészeti Múzeumban található (KS 1839). A két sztélé és a szobor felirata alapján az egyiptológusok a következő családfát állították össze:
|  |  |  |  |  |  |  |  |  |  |            |            |            |            |             |             |             |             |             |             |       |       |             |             |             |             | Id           |              |              |              |              |              |        |        |        |        |  |  |  |  |
|  |  |  |  |  |  |  |  |  |  |            |            |            |            |             |             |             |             |             |             |       |       |             |             |             |             |              |              |              |              |              |              |        |        |        |        |  |  |  |  |
|  |  |  |  |  |  |  |  |  |  | Anhesziref | Anhesziref | Anhesziref | Anhesziref | Anhesziref  | Anhesziref  |             |             | Ibiau       | Ibiau       | Ibiau | Ibiau | Ibiau       | Ibiau       |             |             | Renresszeneb | Renresszeneb | Renresszeneb | Renresszeneb | Renresszeneb | Renresszeneb |        |        |        |        |  |  |  |  |
|  |  |  |  |  |  |  |  |  |  | Anhesziref | Anhesziref | Anhesziref | Anhesziref | Anhesziref  | Anhesziref  |             |             | Ibiau       | Ibiau       | Ibiau | Ibiau | Ibiau       | Ibiau       |             |             | Renresszeneb | Renresszeneb | Renresszeneb | Renresszeneb | Renresszeneb | Renresszeneb |        |        |        |        |  |  |  |  |
|  |  |  |  |  |  |  |  |  |  |            |            |            |            |             |             |             |             |             |             |       |       |             |             |             |             |              |              |              |              |              |              |        |        |        |        |  |  |  |  |
|  |  |  |  |  |  |  |  |  |  |            |            |            |            | Szenebhenaf | Szenebhenaf | Szenebhenaf | Szenebhenaf | Szenebhenaf | Szenebhenaf |       |       | Szenebhenaf | Szenebhenaf | Szenebhenaf | Szenebhenaf | Szenebhenaf  | Szenebhenaf  |              |              | Ibetib       | Ibetib       | Ibetib | Ibetib | Ibetib | Ibetib |  |  |  |  |
|  |  |  |  |  |  |  |  |  |  |            |            |            |            | Szenebhenaf | Szenebhenaf | Szenebhenaf | Szenebhenaf | Szenebhenaf | Szenebhenaf |       |       | Szenebhenaf | Szenebhenaf | Szenebhenaf | Szenebhenaf | Szenebhenaf  | Szenebhenaf  |              |              | Ibetib       | Ibetib       | Ibetib | Ibetib | Ibetib | Ibetib |  |  |  |  |

Ugyanebből a korszakból több más lelet is említ Ibiau nevű hivatalnokokat. Egyes egyiptológusok szerint ezek a vezírre utalnak, pályája korábbi szakaszaiban. Amennyiben így van, a családfa további nevekkel egészíthető ki:
- Ibiau két azonos nevű fiának valamelyike azonos lehet Szenebhenaf vezírrel, Dzsehuti király feleségének, Montuhotep királynénak az apjával. Ez fontos időbeli kapcsolatot állíthat fel a XIII. dinasztiabeli Ibiau és Ay fáraók, valamint a kevéssé ismert Dzsehuti között.[3][4]
- Ibiau apja talán a Szobka, más néven Bebi nevű vezír volt.[4]
- Egyes feltételezések szerint a vezír azonos magával Uahibré Ibiauval, és vezírből lett uralkodó.[5]

Wolfram Grajetzki azonban rámutatott, hogy Ibiau egyes korábbi címeit sehol nem említik teljes bizonyossággal, így ezek az azonosítások csak feltételezéseken alapulnak.

## Fordítás
- Ez a szócikk részben vagy egészben  az   Ibiaw (vizier) című angol Wikipédia-szócikk ezen változatának fordításán alapul.  Az eredeti cikk szerkesztőit annak laptörténete sorolja fel. Ez a jelzés csupán a megfogalmazás eredetét és a szerzői jogokat jelzi, nem szolgál a cikkben szereplő információk forrásmegjelöléseként.